# بیماری خواب (فیلم)
بیماری خواب (آلمانی: Schlafkrankheit) فیلمی در ژانر درام است که در سال ۲۰۱۱ منتشر شد.
کارگردانِ این فیلم توانست جایزهٔ خرس نقره‌ای برای بهترین کارگردان را از جشنواره بین‌المللی فیلم برلین از آنِ خود کند.